# Lampriminae
Lampriminae (лат.) — подсемейство жуков из семейства рогачей.

## Классификация
В подсемейство включают 5 родов с 11 видами.
- Dendroblax (3 вида)
  - Dendroblax earlii (эндемик Новой Зеландии)
- Homolamprima (1 вид)
  - Homolamprima crenulata
- Lamprima (5 видов)
  - Lamprima adolphinae
  - Lamprima tasmaniae
  - Lamprima aurata
  - Lamprima micardi
  - Lamprima latreilleit
- Phalacrognathus (1 вид)
  - Phalacrognathus muelleri
- Streptocerus (1 вид)
  - Streptocerus speciosus